# Bomba no guiada

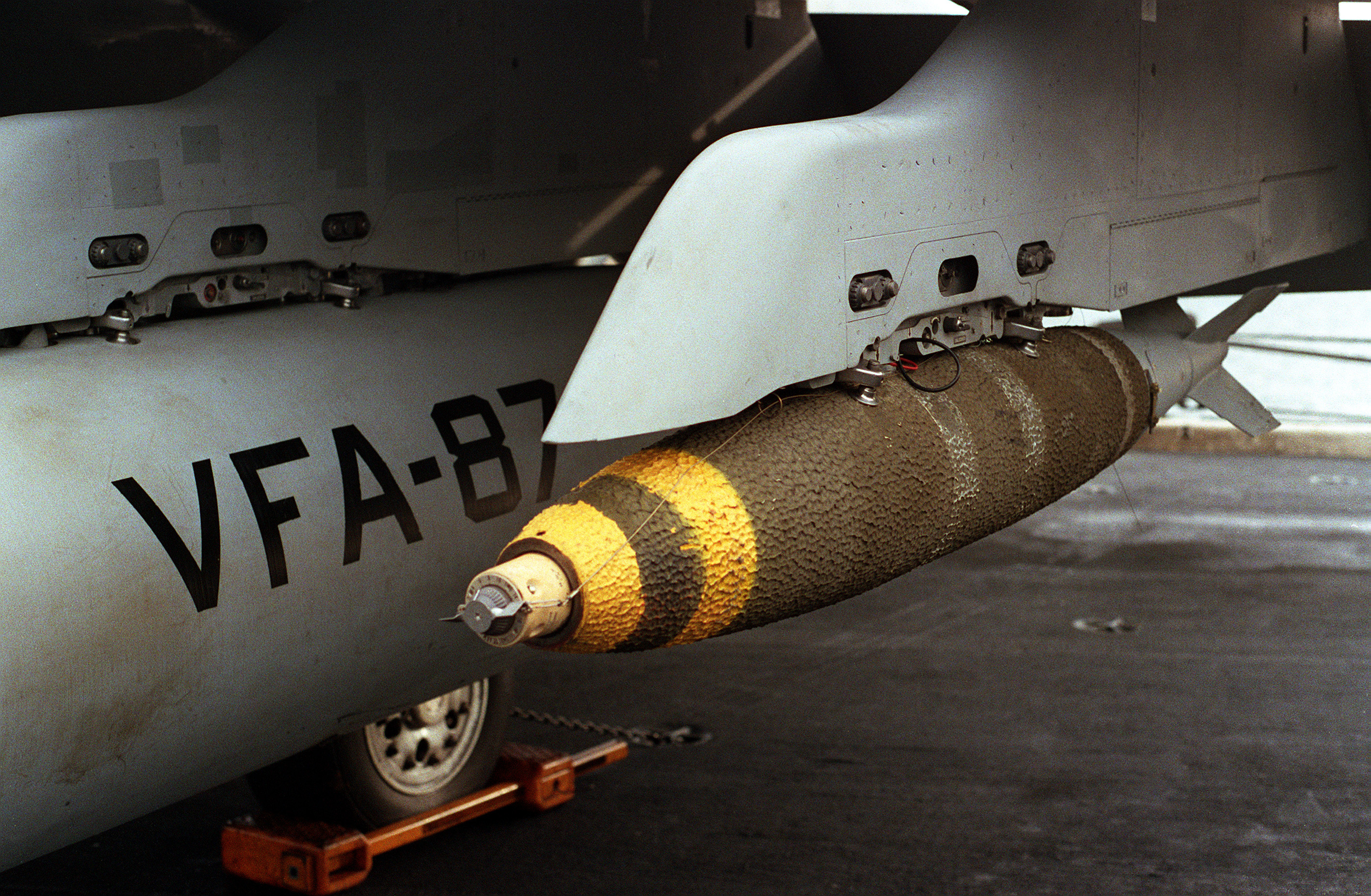
Una bomba Mark 82 no guiada de 500 lb (230 kg) sin retardador.

Una bomba no guiada, también conocida como bomba de caída libre, bomba de gravedad, bomba tonta o bomba de hierro, es una bomba aérea lanzada desde un avión (convencional o nuclear) que no contiene un sistema de guía y, por lo tanto, simplemente sigue una trayectoria balística. Incluye todas las bombas de aviación en servicio general hasta la segunda mitad de la Segunda Guerra Mundial, y la gran mayoría hasta finales de los años 1980, que eran conocidas simplemente como "bombas".
Luego, con el uso cada vez mayor de municiones guiadas de precisión, se necesitó un retrónimo para separar las "bombas inteligentes" de las bombas de caída libre. La "bomba tonta" se utilizó durante un tiempo, pero muchos círculos militares sintieron que sonaba trillado y, finalmente, la "bomba de gravedad" ganó popularidad.
Los casquillos de las bombas no guiadas suelen tener una forma aerodinámica, a menudo con aletas en la sección de la cola, que reducen la resistencia y aumentan la estabilidad después del lanzamiento, lo que sirve para mejorar la precisión y la consistencia de la trayectoria.
Las bombas no guiadas suelen utilizar una espoleta de contacto para detonar en el momento del impacto, o algunos milisegundos después si se requiere un efecto de penetración. Las alternativas incluyen una espoleta con un altímetro para provocar una explosión de aire a la altitud deseada y una espoleta de proximidad para provocar una explosión de aire a una distancia específica del suelo u otro objetivo.

## Bomba retardada

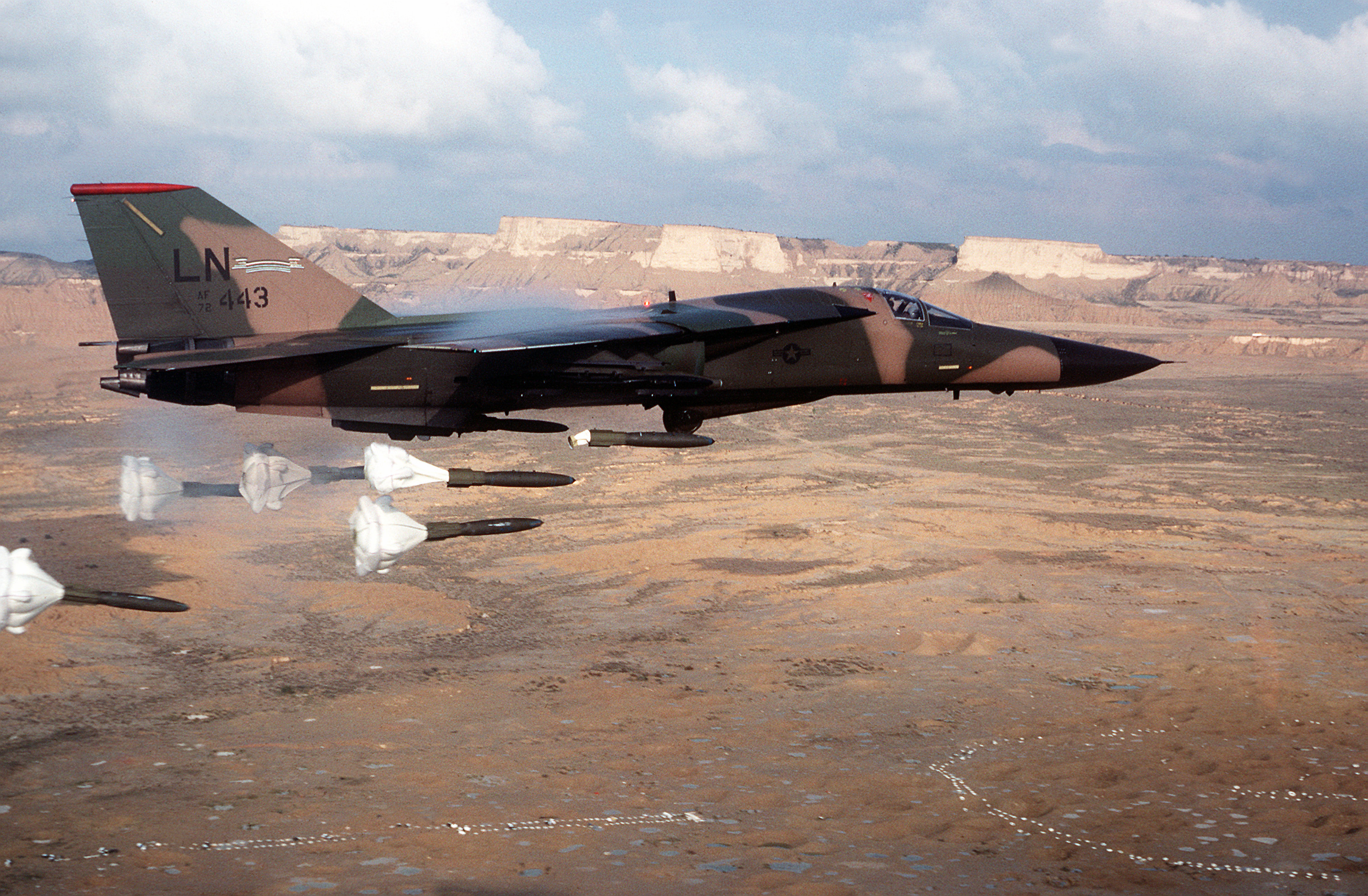
Un F-111 lanzando bombas Mark 82 con sistemas de retardo tipo balute (Mk82AIR / BSU49B)

La bomba retardada utiliza un método mecánico para crear una mayor resistencia aerodinámica, como un paracaídas, un ballute o pétalos que inducen la resistencia. Estos se despliegan después de que se lanza la artillería, lo que ralentiza su caída y abrevia su trayectoria de avance, dando tiempo al avión para alejarse de la zona de explosión cuando bombardea desde bajas altitudes o con artillería nuclear. Sin embargo, estas bombas son menos precisas que las bombas de caída libre convencionales. Generalmente, la cola de alta resistencia reemplaza a la de baja resistencia, de modo que la misma bomba puede configurarse para cualquier modo de ataque durante la preparación de armas. Las bombas de alta resistencia también se pueden lanzar en modo de baja resistencia si el piloto selecciona esta opción en el sistema de armas del avión y funcionarán exactamente como un arma de baja resistencia.